# 韓娜娜
韓娜娜（韓語：한나나，1979年1月30日—），女，韓國演員，曾參選第43屆韓國小姐。

## 演出作品

### 電視劇
- 2000年：KBS《秋日童話》飾 申幼美(俊熙的未婚妻)

### 電影
- 1999年：《戀風戀歌》

### MV
- 曹誠模《知道吗？》